# Чо Бон Ам
Чо Бон Ам (Чо Бонам; кор. 조봉암, 25 сентября 1894 года — 31 июля 1959 года) — корейский политик левого толка, борец за независимость Республики Корея.

## Биография
Учился в специализированной сельскохозяйственной школе, некоторое время проработал мелким чиновником в уездной управе, пока в 1918 году не перебрался в Сеул. При колониальном режиме неоднократно подвергался заключению, начиная с 1919 года, когда за участие в Движении 1 марта против японских колонизаторов был арестован и на год брошен в тюрьму. После освобождения уехал в Шанхай, а затем в Японию, где изучал английский язык и вступил в студенческую коммунистическую организацию. 
Чо Бон Ам был одним из основателей Корейской коммунистической партии в 1925 году. Учился в Москве, в Коммунистическом университете трудящихся Востока им. И. В. Сталина. В 1932 году был арестован в Шанхае и выслан в Корею, где провёл в тюрьме семь лет. В начале 1945 года вновь оказался в заключении и освободился уже после окончания Второй мировой войны и японского владычества. 
В августе 1945 года Чо Бон Ам воссоздал Коммунистическую партию в Сеуле, однако вскоре вышел из компартии и действовал в южнокорейской политике с более умеренных левых позиций. Среди причин его разрыва с ККП были как персональная вражда с Пак Хон Ёном, так и недовольство отрицанием партийцами демократии и их послушным подчинением Советскому Союзу. 
С 15 августа 1948 по 22 февраля 1949 года был министром сельского хозяйства при своём политическом оппоненте — правом президенте Ли Сын Мане. На своём посту он отвечал за проведение аграрной реформы, перераспределяя среди крестьян земли крупных землевладельцев.
Во время Корейской войны, после бегства Ли Сын Мана из Сеула, Чо Бон Ам организовал эвакуацию города перед наступающими силами северян и уничтожение секретных документов; его жена и соратница по борьбе за независимость Ким Чжо И не успела покинуть Сеул и пропала без вести. Дважды баллотировался в президенты на выборах 1952 и 1956 годов. Выдвинув свою кандидатуру в первый раз в 1952 году, проиграл Ли Сын Ману, набрав лишь 11% голосов (менее 0,8 млн) голосов избирателей. 
К следующим президентским выборам 1956 года создал Прогрессивную партию, стоявшую на позициях демократического социализма. Будучи единым кандидатом от оппозиции, он сумел сплотить левые и леволиберальные, но также недовольные режимом правые группы. В итоге, несмотря на использование властью административного ресурса и фальсификаций, на выборах Чо Бон Ам сумел, по официальным данным, набрать 30,01% (2,163 млн) голосов, что превысило ожидаемый результат и вызвало недовольство вновь победившего президента Ли Сын Мана.
Поскольку Чо Бон Ам и его партия выступали за мирное объединение с КНДР, в январе 1958 года политик был арестован по обвинению в шпионаже и подрывной деятельности. Вначале осуждён к 5 годам тюрьмы, однако вскоре, под давлением правительства, апелляционный, а затем и Верховный суды пересмотрели решение в сторону смертной казни. По обвинению в измене в пользу КНДР был повешен в июле 1959 года. Перед казнью он произнёс: «Если я где-то и ошибся, так это когда решил заняться политикой». Реабилитирован Верховным судом посмертно в 2011 году.